# Femminismo liberale

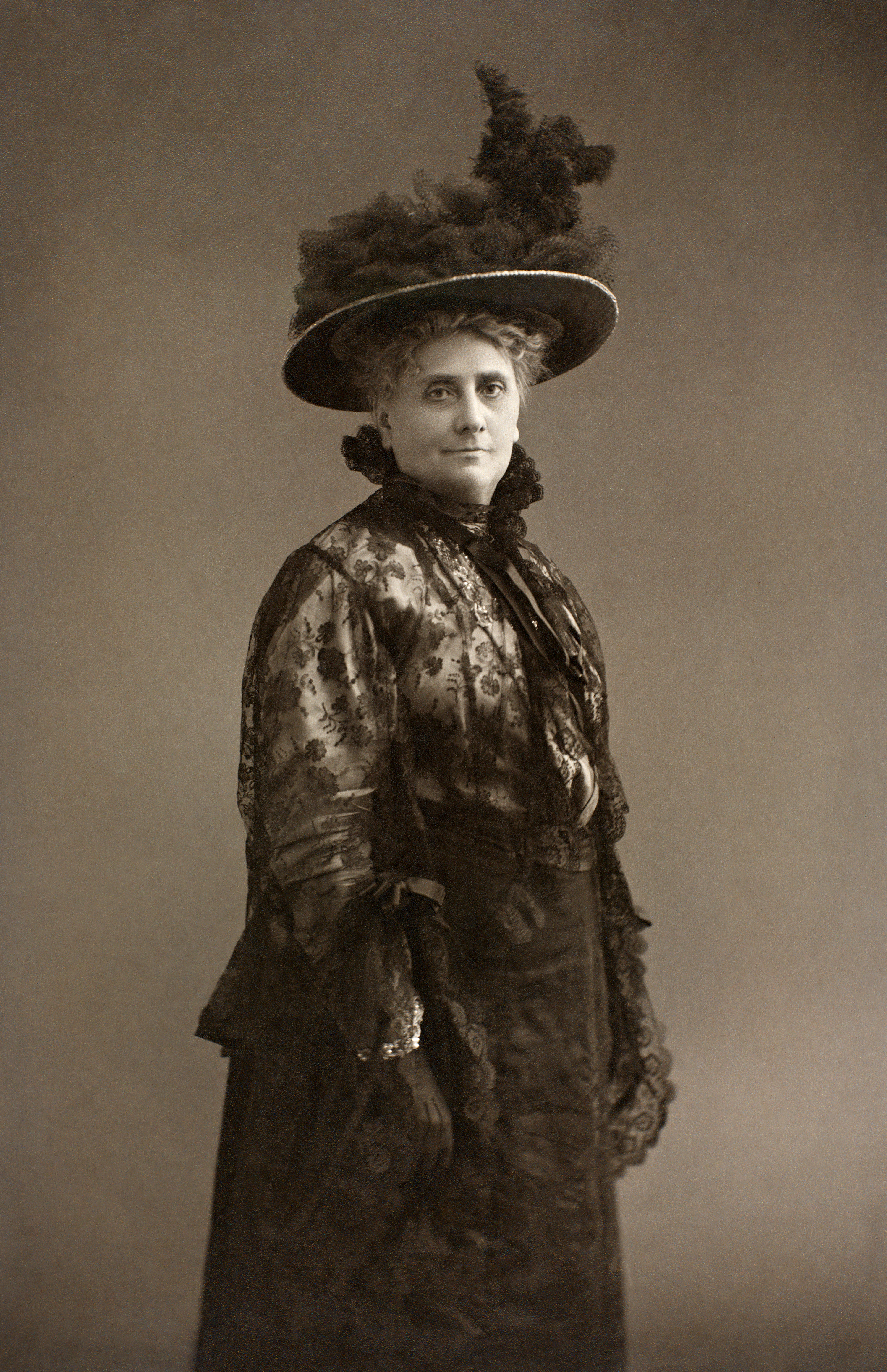
Gina Krog, una femminista liberale norvegese che divenne la leader del movimento femminista di prima onda in Norvegia. Krog fondò anche il giornale Nylænde e l'Associazione norvegese per i diritti delle donna.

Il femminismo liberale, chiamato anche femminismo tradizionale, è un ramo principale del femminismo definito dalla sua attenzione al raggiungimento dell'uguaglianza di genere attraverso la riforma politica e legale nel quadro della democrazia liberale.

## Filosofia
Secondo Anthony Giddens, la teoria femminista liberale "ritiene che la disuguaglianza di genere sia prodotta da un accesso ridotto per le donne e le ragazze ai diritti civili e dall'allocazione di risorse sociali come l'istruzione e l'occupazione". Al suo centro il femminismo liberale crede nelle "riforme pragmatiche contro discriminazione di genere attraverso la promozione della parità di diritti attraverso l'adozione e la formulazione di leggi e politiche che garantiscano l'uguaglianza." Le femministe liberali sostengono che la società ha la falsa convinzione che le donne siano, per natura, meno capaci intellettualmente e fisicamente degli uomini; quindi tende a discriminare le donne nell'accademia, nel forum e nel mercato. Le femministe liberali credono che "la subordinazione femminile sia radicata in una serie di vincoli legali e consuetudinari che bloccano l'ingresso e il successo delle donne nel cosiddetto mondo pubblico", e lottano per l'uguaglianza di genere attraverso la riforma politica e legale. Intrinsecamente pragmatico, il femminismo liberale non ha un insieme di filosofie chiaramente definito. Le femministe liberali tendono a concentrarsi su riforme pratiche di leggi e politiche per raggiungere l'uguaglianza; il femminismo liberale ha un approccio più individualistico alla giustizia rispetto ai rami di sinistra del femminismo come il femminismo socialista o radicale. Susan Wendell sostiene che "il femminismo liberale è una tradizione storica che è nata dal liberalismo, come si può vedere molto chiaramente nel lavoro di femministe come Mary Wollstonecraft e John Stuart Mill, ma le femministe che hanno preso principi da quella tradizione hanno sviluppato analisi e obiettivi che vanno ben oltre quelli delle femministe liberali del XVIII e XIX secolo, e molte femministe che hanno obiettivi e strategie identificate come femministe liberali ... rifiutano le principali componenti del liberalismo" in senso moderno o politico-partitico; mette in evidenza "l'uguaglianza di opportunità" come una caratteristica distintiva del femminismo liberale.
Il liberalismo ha dato al femminismo una piattaforma familiare per convincere gli altri che le loro riforme "possono e dovrebbero essere incorporate nel diritto esistente". Le femministe liberali sostenevano che le donne, come gli uomini, fossero considerate individui autonomi, e che allo stesso modo fossero riconosciuti i diritti di tali persone.